# 4B 운동
4B 운동은 대한민국에서 시작된 급진적 여성주의 운동이다. 4B는 '비'(非)로 시작하는 네 가지 핵심 원칙을 가리킨다. 이 운동의 지지자들은 남성과 데이트하지 않고(비연애), 결혼하지 않으며(비결혼), 성관계를 맺지 않고(비성관계), 자녀를 갖지 않는다(비출산). 2017년에서 2019년 사이에 트위터와 워마드 사이트에서 시작되었으며, 2024년 미국 대선 이후 미국을 비롯한 해외로도 확산되었다.
운동 지지자의 수에 대한 추정치는 다양한데, 여러 기사에서는 약 5,000명으로, 한 기사에서는 50,000명으로 추산했다. 한국에서는 공공연히 남성혐오적인 성향을 보이는 워마드와 연관된 일부 구성원들이 트랜스젠더와 남성 동성애자들에 대해 혐오적인 태도를 보이는 것으로 알려졌다.